# Tigrioides grisescens
Tigrioides grisescens är en fjärilsart som beskrevs av George Thomas Bethune-Baker 1908. Tigrioides grisescens ingår i släktet Tigrioides och familjen björnspinnare. Inga underarter finns listade i Catalogue of Life.